# 罗桑巴·赤列曲桑
罗桑巴·赤列曲桑（1945年—）藏族，西藏墨竹工卡县人，罗桑巴活佛。

## 生平

### 小活佛
1945年生于墨竹工卡县一个有许多孩子的贫苦藏族农民家庭。他是带着胎衣出生的，父母被这个滚圆的东西吓坏了，后来专门请村里一位老年人使用骨头将其戳破。当天，天上出现彩虹，家中的水井也出现一朵花纹形状。据说，他会说话不久，一天曾说：“我的喇嘛接我来了！”后来，罗桑巴回忆说，“不过，这些都是大人说的，我一点都不记得自己这么说过。”
4岁时，他被认定为罗寺的罗桑巴活佛的转世灵童，由寺里派来的喇嘛将他从家中用马带走，送往寺院。因为他还太小，喇嘛怕他从马背上摔下来，所以用绳子将他捆在马上，就这样来到了寺院。当时，被选为灵童候选人的儿童还有五六位，最终报送到十四世达赖处，十四世达赖指定他为转世灵童。藏传佛教的活佛并非每一位都要通过班禅、达赖认定，由此可见罗桑巴活佛虽然不是大活佛，但等级不低。
4岁的小活佛在寺院接受严格教育，包括学习藏文与佛教知识。罗桑巴回忆说，“每天都有严格的作息时间，天不亮就起床，该念的念，该背的背，不听话时老师也会毫不留情地打一顿。”作为活佛，罗桑巴在小经堂单独接受教育，需要经常向老师汇报学习心得，还要与老师辩经。
每天清晨，来自寺院20余个分区的上千位喇嘛聚在寺院大经堂念诵晨经，罗桑巴此时可以混在喇嘛中间稍微放松，偶尔还可打盹，所以罗桑巴每天最盼望在大经堂念晨经。
罗桑巴非常想家、父母，刚来到寺院时根本无心念诵佛经。罗桑巴每月最多可见父母两、三次，寺院规定见面时间，每次见到父母时，他都痛哭流涕，寺院僧人便想办法哄罗桑巴，给他买玩具。5岁时，他曾想从寺院偷偷跑出去找父母，但想到不认识回家的路而作罢。
按照西藏和平解放前的规定，一旦孩子被选为活佛的转世灵童后，其父母当即被封为贵族，并享有供奉。但罗桑巴只知道寺院分给他家一些土地，每月定期送粮。
9岁时，依照惯例，罗桑巴被送往拉萨哲蚌寺学习6年。从4岁离开家到15岁结束学习，罗桑巴从未回过家。

### 劳改与还俗
1959年藏区骚乱发生时，罗桑巴的一位老师带着他和20余名僧人逃往藏北，途中被中国人民解放军抓住。年仅15岁的罗桑巴因不知情而未受惩罚。1963年，中共中央统战部在西藏举办“拉萨青年学校喇嘛班”，专门招收20岁以下未参加“叛乱”的活佛，罗桑巴被帕巴拉·格列朗杰点名入该学习班。他的9位同学都是当时在西藏有声望的活佛。他们学习汉文及正规的藏文（过去学的属于寺院藏文），并且自此开始“拿工资”。两年之后，罗桑巴在拉萨市贡唐乡接受社会主义教育。
1966年，文化大革命爆发，罗桑巴被打成“牛鬼蛇神”，身处藏族红卫兵的监视之下，宗教活动全部中止，即便顺嘴说出“阿弥陀佛”都会被打。当时，活佛被当作“贵族”及“剥削阶级”而遭到批斗，罗桑巴不承认自己剥削别人，但罗桑巴和一批活佛还是被劳动改造。罗桑巴是在自己的家乡接受劳动改造，最严厉的改造措施是拾粪。当时，另外一批大活佛在山南地区的农场里接受劳动改造，改造内容包括让这些不杀生者在水库钓鱼。
在劳动改造中，罗桑巴开始极度嗜烟，“那时候非常寂寞，也很苦闷，因为没有人跟我交流。”罗桑巴回忆说，被批斗得最狠时，他曾想自杀，但转而想到好像从未听说活佛自杀，自己如果自杀则太不可思议。在这段时间，包括罗桑巴在内的许多活佛都还俗并娶妻生子。

### 重入宗教界
1978年，落实民族宗教政策，罗桑巴当选中国佛教协会西藏分会委员、西藏自治区政协委员。1987年，罗桑巴来到北京西黄寺的中国藏语系高级佛学院，成为首批学生。该校由十世班禅创办，第一届学生多是藏区有地位及影响的活佛。学习两年毕业之后，罗桑巴等学生回到拉萨，其中许多成为西藏及拉萨佛教界的领导人。
文化大革命之后，罗桑巴恢复宗教活动，掌管两座寺庙，其中一座是21世纪初有30多名尼姑的尼姑寺院。虽然罗桑巴已还俗，但寺庙附近的藏民仍虔诚地信奉他。旧时，罗桑巴所在寺庙辖区面积很大，一直延伸到那曲地区。按照新制度，如今寺庙归所在地管理，但原来寺庙的信众仍常来找罗桑巴。罗桑巴也常到藏北。他的信徒有三、四千人。除了开展宗教活动外，罗桑巴还教育信徒让孩子到学校上学，让青年不要抽烟喝酒。为了作出表率，罗桑巴带头戒除抽了20多年的烟。
罗桑巴出任中国佛教协会西藏分会副会长、拉萨市佛教协会第三届会长。2010年11月20日，拉萨市佛教协会换届，色拉寺管理委员会常务副主任普布次仁（法名阿旺松绕）当选拉萨市第四届佛教协会会长，前任会长罗桑巴·赤列曲桑则被聘为拉萨市第四届佛教协会名誉会长。
罗桑巴因已结婚，自此不再穿袈裟，正式场合穿深色藏装，平时在佛协上班时只穿夹克。
身为西藏自治区政协委员的罗桑巴呼吁提高僧人素质，力推西藏佛学院恢复。罗桑巴说，“藏传佛教比较深奥，但现在的问题是有一些人利用它来赚钱，将佛教商业化。”他还说，有些活佛越来越富，喝酒、买车，追求享乐，破坏了活佛的社会声誉，而许多寺院为扩大影响，涌现“灵童热”，“但认定后也不教育他们就放在寺里，长时间活佛的质量肯定会下降。”

## 家庭
罗桑巴有两个儿子，21世纪初，小儿子在西藏大学学习。2001年，罗桑巴的妻子逝世，罗桑巴掌管的寺院派出一名尼姑、两名喇嘛到他家中帮忙做家务。21世纪初，罗桑巴每月工资4000多元人民币，他很知足。